# Klapa s Mora
Klapa s Mora (Klapa de la Mer) est un ensemble musical croate composé de six chanteurs de Klapa, une musique traditionnelle dalmate. 

## Composition
- Premier ténor – Marko Škugor, de klapa Kampanel
- Second ténor – Ante Galić, de klapa Sinj
- Premier baryton – Nikša Antica, de klapa Kampanel
- Second baryton – Leon Bataljaku, de klapa Crikvenica
- Basse – Ivica Vlaić, de klapa Sebenico
- Basse – Bojan Kavedžija, de klapa Grdelin

## Biographie
Le 11 février 2013, il est choisi en interne d'abord sous le nom de "Klapa Ensemble" puis sous celui de "Super Klapa" pour représenter la Croatie au Concours Eurovision de la chanson 2013 à Malmö, en Suède avec la chanson Mižerja (Misère).